# Pseudicius histrionicus
Pseudicius histrionicus là một loài nhện trong họ Salticidae.
Loài này thuộc chi Pseudicius. Pseudicius histrionicus được Eugène Simon miêu tả năm 1902.